# 小行星5131
小行星5131是一颗围绕太阳公转的小行星。1990年1月21日，埃莉諾·赫琳、布莱恩·P·罗马在帕洛马山发现了此天体。
这颗小行星的绝对星等为135.8132846747938等。